# Saint-Laurent-Médoc
Saint-Laurent-Médoc (gaskonsko Sent Laurenç dau Medòc) je naselje in občina v jugozahodnem francoskem departmaju Gironde regije Akvitanije. Leta 2009 je naselje imelo 4.054 prebivalcev.

## Geografija
Naselje se nahaja v pokrajini Gaskonji sredi polotoka Médoc, 44 km severozahodno od Bordeauxa.

## Uprava
Saint-Laurent-Médoc je sedež istoimenskega kantona, v katerega sta poleg njegove vključeni še občini Carcans in Hourtin z 9.220 prebivalci.
Kanton Saint-Laurent-Médoc je sestavni del okrožja Lesparre-Médoc.

## Zanimivosti
- romansko-gotska cerkev sv. Lovrenca, prvikrat menjena v letu 1099, francoski zgodovinski spomenik,
- romanska cerkev Notre Dame de Benon iz sredine 12. stoletja,
- Château de Sémignan, utrjena stavba iz začetka 14. stoletja.